# Betty Brant
Elizabeth "Betty" Brant è un personaggio dei fumetti creato da Stan Lee (testi) e Steve Ditko (disegni), pubblicato dalla Marvel Comics. Apparsa per la prima volta in The Amazing Spider-Man (vol. 1) n. 4 (settembre 1963).
È stata un importante comprimario dell'Uomo Ragno nei primi tempi nonché primo amore di Peter Parker, è poi uscita di scena per un lungo periodo per poi rientrare con un carattere molto più risoluto che in precedenza.

## Biografia del personaggio
Betty Brant nasce a Filadelfia, in Pennsylvania. Sua madre era stata in origine la "Ragazza del venerdì" dell'editore J. Jonah Jameson del Daily Bugle, e Betty abbandona la scuola per diventare segretaria di Jameson al Daily Bugle. È il primo vero amore di Peter Parker, che la incontra quando diventa un fotografo freelance per il Bugle. Dopo essere stati attaccati dall'Avvoltoio, Peter, già attratto da Betty, rimane colpito quando lei si oppone a Jameson per aver pubblicato articoli diffamatori contro Spider-Man. I due iniziano a frequentarsi poco dopo, quando Betty è toccata dalla gentilezza di Parker nel prendersi cura di sua zia May malata.
Il suo lavoro di segretaria al Bugle, comunque, nasconde segreti: Betty, infatti, lavora per aiutare suo fratello Bennett a ripagare i suoi debiti di gioco, che aveva acquisito cercando di pagare le spese mediche della madre. Bennett era diventato amico dell'allora fidanzato di Betty, Gordon Savinski, coinvolto in molte attività illegali, e Bennett alla fine contrasse un debito di gioco che non poteva ripagare a un gangster di nome Blackie Gaxton. Quando i teppisti di Blackie erano venuti a cercare Bennett a casa, la madre di Betty venne scagliata violentemente contro un tavolino da caffè, provocando danni permanenti al cervello.
Con l'aiuto del Dottor Octopus, Blackie Gaxton rapisce sia Bennett che Betty come assicurazione contro chiunque gli impedisse di lasciare il paese. Bennett viene tradito quando Glaxton rifiuta di condonargli i suoi debiti e viene colpito a morte durante una lotta tra la banda di Glaxton, Dottor Octopus e Spider-Man. All'inizio, Betty incolpa Spider-Man per la morte di suo fratello e gli dice che non avrebbe mai voluto vederlo di nuovo, anche se in seguito si rende conto di essersi sbagliata e che aveva solo cercato di aiutare. La fiorente storia d'amore tra Betty e Peter viene, poi, interrotta, quando Betty teme che Peter tenga di più alla sua compagna di classe Liz Allan, il che porta alla fine della loro relazione.

### Ned Leeds
Poco dopo la rottura con Peter,  Betty inizia a frequentare il collega giornalista del Daily Bugle, Ned Leeds. Anche se presto parte per l'Europa, i due restano in contatto, scrivendosi regolarmente lettere. per ricominciare la frequentazione al suo ritorno, e Leeds alla fine si propone a Betty: nonostante i segni che Betty ami ancora Peter, quest'ultimo si impegna ad allontanarla per il suo bene e Betty accetta la proposta di matrimonio di Leeds.
Dopo il loro fidanzamento, J. Jonah Jameson organizza una festa nel suo attico, cui segue il loro matrimonio, anche se non tutto fila liscio, perché un criminale in costume di nome Mirage decide di derubare tutti gli ospiti dei migliori matrimoni di quel giorno, finendo per essere catturato da Spider-Man, mentre, infine, Betty e Ned convolano a nozze con Mary Jane Watson come damigella d'onore di Betty.
Subito dopo il loro matrimonio, Jameson manda sia Betty che Ned a Parigi, in Francia, per una luna di miele di lavoro pagata; tuttavia, Betty inizia a notare un cambiamento in Ned, totalmente preso dal lavoro e, mentre Ned si occupa di un'insurrezione a Cipro, torna a New York tra le braccia consolanti di Peter.
Dopo aver scoperto la scomparsa di Betty, Ned torna a New York e affronta Peter, colpendolo con un pugno e intimandogli di non vedere mai più Betty. Peter risponde che non vuole più vedere nessuno dei due e che si era finti interessato a Betty solo per far ingelosire Mary Jane, nella speranza che questo avrebbe portato Ned e Betty di nuovo insieme.
Dopo questi eventi, il criminale Mangiapeccati perseguita Betty per mandarla a morte, ma lei sfugge al suo tentativo di omicidio.
Il giornalismo investigativo di Ned, intanto, mette a dura prova il matrimonio dei Leeds: infatti, seguendo le piste sul misterioso nuovo criminale di nome Hobgoblin, Leeds viene catturato e ipnotizzato per indurlo a pensare che fosse lui Hobgoblin. Durante questo periodo, Betty si rivolge al suo amico Flash Thompson, ma anche lui viene incastrato dal vero Hobgoblin e nel frattempo Betty vede Ned vestito da Hobgoblin che minaccia Flash. La sua mente, già fragile, viene spinta oltre il limite.
Nel frattempo, un mercenario di nome Jason Macendale chiede allo Straniero informazioni su chi sia Hobgoblin e gli viene fatto il nome di Leeds. Quando Ned segue una storia di spionaggio a Berlino, sotto ipnosi si traveste da Hobgoblin e viene assassinato dagli uomini dello Straniero: Macendale dopo aver pensato che l'Hobgoblin originale fosse morto, in seguito avrebbe adottato l'identità dell'Hobgoblin per se stesso.
Betty soffre di un completo tracollo  dopo la notizia della morte di Ned da parte dello Straniero, e crede che fosse ancora vivo: in questo, un giovane reclutatore del Culto dell'Amore riesce a persuaderla a unirsi alla loro setta, capeggiata da un leader chiamato Insegnante, che si rivela un truffatore, come intuito da Flash e Spider-Man, che salvano Betty, anche se lei perde tutto ciò che possedeva e deve stabilirsi a casa di  Flash.
Durante questo, gli eventi demoniaci di Inferno sono accaduti, travolgendo gran parte di New York City. Betty e Flash sono stati attaccati da duplicati demoniaci di Spider-Man e Ned. Betty ha superato le barriere fisiche e psicologiche ed è riuscita a distruggere i mostri.
Dopo questi tempi difficili, è tornata a lavorare al Daily Bugle come segretaria sotto l'editore della città Kate Cushing. Un cambiamento in Betty si è verificato quando è diventata una giornalista investigativa che ha rintracciato con successo lo Straniero e i suoi assassini e ha scoperto la vera identità dell'Hobgoblin che alla fine le ha tranquillizzato la mente. Ora è diventata uno dei migliori giornalisti investigativi al Bugle.

### Scadenza
In Scadenza, durante la sua permanenza al Bugle, è diventata amica di Kat Farrell e l'ha spinta ad affrontare il caso del giudice Hart per ottenere un lavoro migliore al Bugle. Teneva una chiave di riserva per l'appartamento di Kat nella sua scrivania, che il collega giornalista Paul Swanson ha usato per irrompere nell'appartamento di Kat nel tentativo di spaventarla fuori dal caso.

### Un nuovo giorno
Nella trama di Un nuovo giorno, Betty è diventata una giornalista sotto Dexter Bennett dopo che l'infarto di Jameson ha costretto sua moglie a vendergli il Daily Bugle, e lei è diventata l'unica del vecchio circolo a rimanere a lavorare al Bugle. Mentre Dexter stava cercando di eludere Betty e renderla di nuovo la sua "Ragazza del venerdì", Peter lascia intendere una falsa relazione familiare tra Betty e l'attore deceduto Marlon Brando, rafforzando la sua posizione agli occhi di Bennett come giornalista di gossip.
Di recente, ha festeggiato il suo compleanno e ha chiesto a Peter di organizzare una cena con i suoi amici, ma a causa del suo lavoro al nuovo Daily Bugle, nessuno ha voglia di fare amicizia con lei. In effetti, solo Peter si è presentato al suo compleanno, perché era l'unico dei suoi amici che non era arrabbiato con lei. Inizialmente, Betty era furiosa con Peter, accusandolo con rabbia di averle rovinato la notte finché lui non le dicesse la verità. È triste, ma lui la rassicura che presto tutti la perdoneranno. Betty si rende conto che Peter è davvero il suo migliore amico.
Dopo la distruzione del Bugle, ha continuato a creare un blog di giornalismo di successo; è stata vista per l'ultima volta dopo essere tornata insieme a Flash.

## Altri media

### Televisione
Betty compare nelle seguenti serie televisive animate:
- L'Uomo Ragno (serie animata 1967).
- L'Uomo Ragno (serie animata 1981), dove ha una relazione semi fissa con Peter Parker.
- The Spectacular Spider-Man.[21]

### Cinema

#### Trilogia di Sam Raimi
Betty Brant appare come un personaggio minore della trilogia di Spider-Man diretta da Sam Raimi, interpretata dall'attrice statunitense Elizabeth Banks. Come membro dello staff del Daily Bugle e segretaria di J. Jonah Jameson, di solito viene vista passare messaggi a Jameson o ricevere ordini del tribunale da lui. Anche se non esce mai con Peter Parker, mostra una sottile attrazione per lui nei primi due film. Banks ha dichiarato di aver fatto la prima audizione per il ruolo di Mary Jane Watson prima di assumere il ruolo di Betty Brant. Ha anche ammesso che le basi del suo ruolo come relazione del personaggio immaginario tra lei e Parker sono molto più vicine alla storia d'amore d'ufficio che i due condividevano nei fumetti.

#### Marvel Cinematic Universe
- Il personaggio ha debuttato nel Marvel Cinematic Universe in Spider-Man: Homecoming, interpretato da Angourie Rice.[24] Questa versione del personaggio, in termini di aspetto, ha una somiglianza con Gwen Stacy, che ha lunghi capelli biondi e spesso indossa una fascia per capelli nera. Nel film, frequenta la stessa scuola di Peter ed è la migliore amica di Liz. Conduce il notiziario della scuola insieme a Jason Ionello, e, dopo che quest’ultimo la invita al ballo, gli rivela di aver già accettato un invito. Alla fine del film, abbraccia Liz quando sta per partire e in una scena eliminata interroga Ned Leeds sull'identità di Spider-Man.
- Anche se non appare in Avengers: Infinity War e in Avengers: Endgame, è stato confermato che il personaggio è stato vittima dello schiocco di Thanos, ma in seguito torna in vita grazie ad Hulk.
- Betty ritorna in Spider-Man: Far from Home. All'inizio del film, conduce nuovamente notiziario scolastico dove viene mostrato un tributo agli eroi deceduti. Durante il viaggio con la scuola, conosce meglio Ned e i due diventano una coppia. Verso la fine del film, si lasciano e decidono di rimanere amici.[25]
- Betty ritorna nel film Spider-Man: No Way Home (2021).